# Albert Maes (gewichtheffer)
Albert F. Maes (Antwerpen, 23 oktober 1906 – Merksem, 27 oktober 1986) was een Belgisch gewichtheffer, variétéartiest en (theater)acteur. Maes kreeg als bijnaam de IJzerkoning.

## Levensloop
Albert Maes was de zoon van een aannemer uit het Turnhoutse. Aangezien de sportbeoefening in bepaalde bevolkingskringen als minderwaardig werd beschouwd, mocht hij van zijn ouders geen sportbeoefenaar worden. Hij studeerde in Oxford, waar zijn fascinatie voor sport wel kon uitgroeien. Tijdens de Olympische Spelen van 1920 in Antwerpen, was hij niet weg te slaan van bij de bokssport. In 1924 te Parijs en 1928 te Amsterdam nam hij zelf deel als gewichtheffer. Hij werd in 1924 dertiende en in 1928 zestiende in de gewichtsklasse van de vedergewichten (≤60kg).
Het was onmogelijk in die tijd om als bokser en gewichtheffer financieel te overleven. Albert Maes ging daarom in het variété. Hij begon op te treden als krachtpatser in de vele revuetheaters in België, Nederland, Engeland en Duitsland. Tussendoor nam hij nog vele contracten aan voor kermissen. Het grote succes van bekende cinemazalen bracht hem de mogelijkheid vaak een voorprogramma te verzorgen als "de sterkste man ter wereld". In die hoedanigheid werd hij ook directeur en hoofdattractie in zijn eigen Circus Capri.
In zijn thuisstad Antwerpen was hij goed bevriend met de familie De Winter, de bouwers van het Antwerpse Sportpaleis (1933). Hij verscheen dan ook veelvuldig als hoofdattractie op evenementen als "De Nacht der Naastenliefde", het slotevenement bij de Antwerpse Zesdaagse (wielrennen).

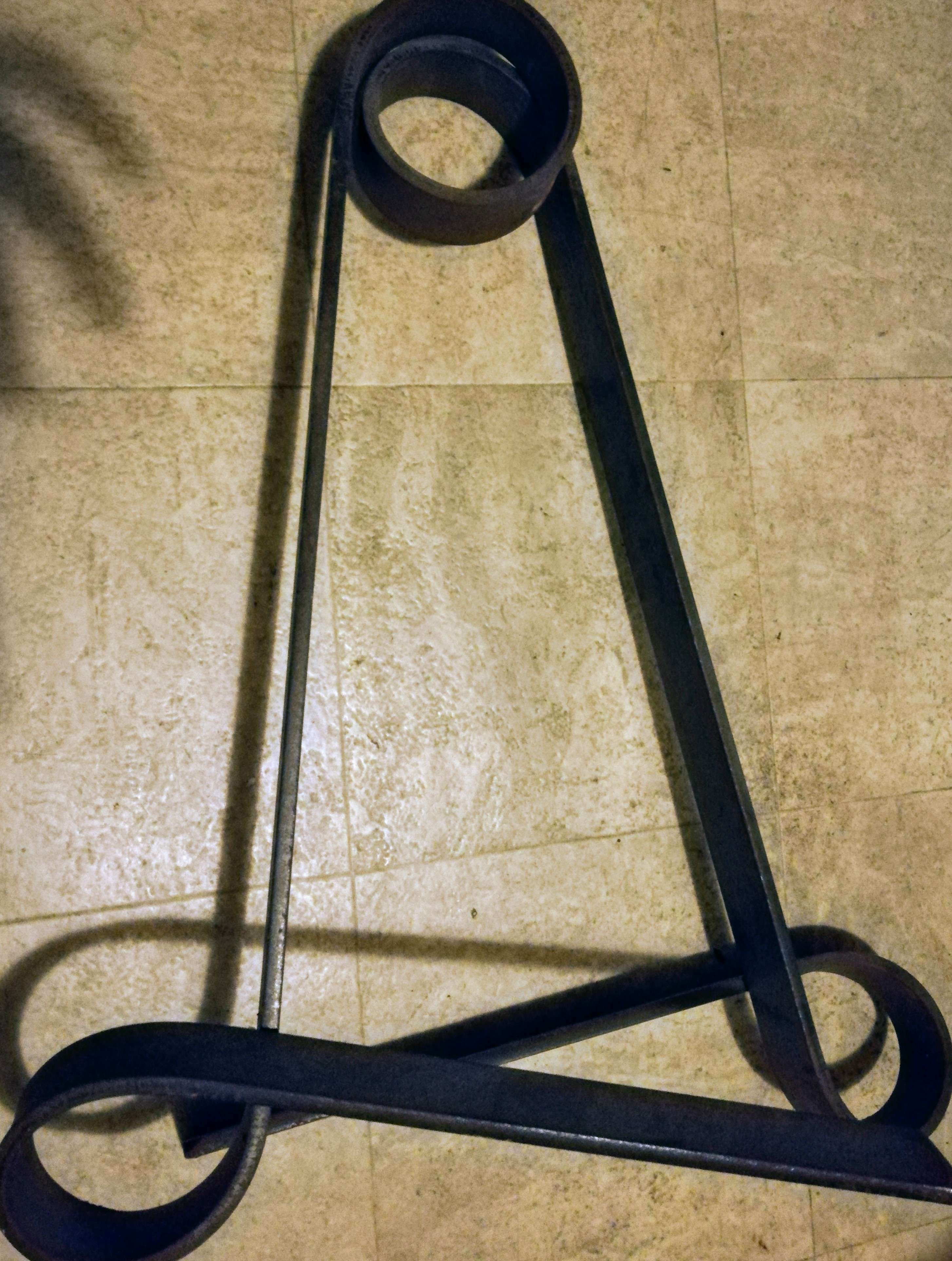
Met handen geplooide letter "A" door Albert Maes

Tijdens en na de oorlog bleef Albert Maes gewoon verder optreden en nam enkele rollen als toneelacteur op, maar reisde veelvuldig naar het buitenland waar hij de grote theaterzalen opzocht, zoals programma's in Theater Carré in Amsterdam. Ten slotte belandde hij voor een tiental jaren in Parijs, waar hij optrad in de Lido, de Folies en de Olympia.
Op latere leeftijd speelde hij onder meer mee in de Kameropera in Brussel. In het begin van de tv-uitzendingen trad hij op voor het NIR (later BRT). Hij trad op in verschillende langspeelfilms en tv-producties, zoals Het leven van Rubens (BRT, 1977), de speelfilms Exit Exil en Zaman, maar ook samen met Gaston en Leo in Zware jongens.
Begin 1986 ging hij een laatste maal op tournee doorheen Nederland met 32 voorstellingen van Ghetto (een groots opgezette productie door Joshua Sobol), met o.a. voorstellingen in het Circustheater van Scheveningen en het Amsterdamse Theater Carré.
Twee weken later werd hij ernstig ziek. Hij overleed op 27 oktober 1986.

### Familie
Maes was tweemaal gehuwd; zijn tweede huwelijk was met Suzanne Pluy (1935-1983), die overleed aan een hersenbloeding. Hij had een dochter uit het eerste huwelijk en een zoon uit het tweede, die op jonge leeftijd optrad onder de artiestennaam Alberto Maes. Als 9-jarige acteur en zanger werd hij bekend door de hitsingle Oh mijn papa, een cover van het Duitse O mein Papa.